# اشلی گروو
اشلی گروو (انگلیسی: Ashley Grove؛ زادهٔ ۲۰ نوامبر ۱۹۹۰) بازیکن فوتبال اهل ایالات متحده آمریکا است.
از باشگاه‌هایی که در آن بازی کرده‌است می‌توان به بوستون بریکرز و وسترن نیویورک فلش اشاره کرد.